# Telamonia
Telamonia là một chi nhện trong họ Salticidae.
Telamonia

## Các loài

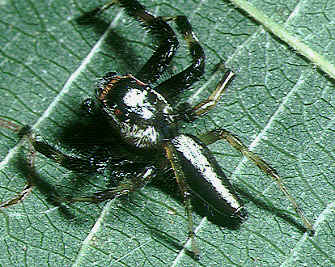
male T. vlijmi

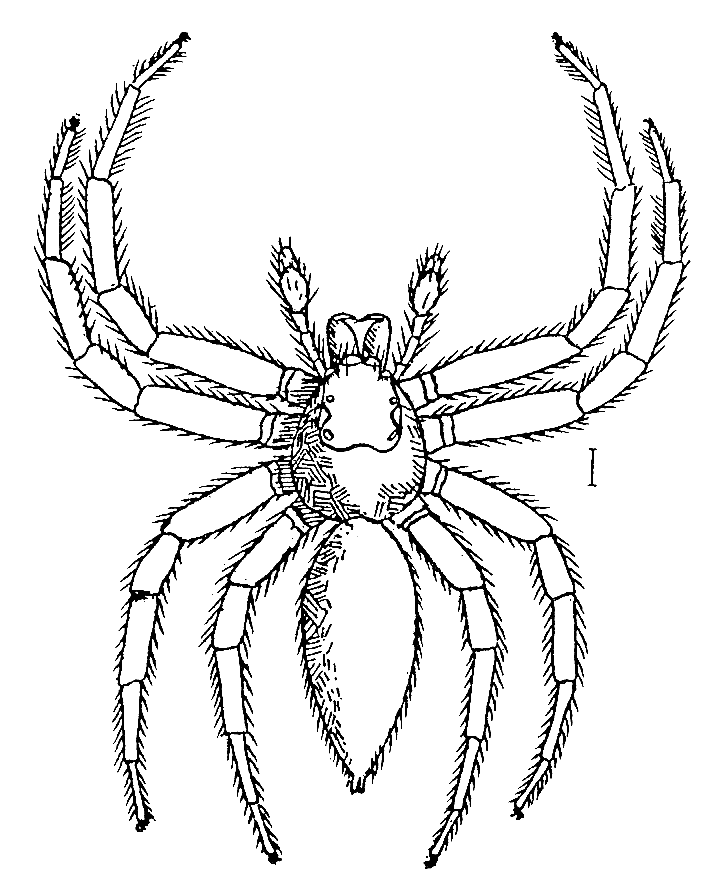
male T. hasselti

- Telamonia agapeta (Thorell, 1881) — New Guinea
- Telamonia annulipes Peckham & Peckham, 1907 — Borneo
- Telamonia besanconi (Berland & Millot, 1941)  — Guinea, Nigeria
- Telamonia bombycina (Simon, 1902) — Borneo
- Telamonia borreyi Berland & Millot, 1941 — Mali
  - Telamonia borreyi minor Berland & Millot, 1941 — Mali
- Telamonia caprina (Simon, 1903) — Trung Quốc, Việt Nam
- Telamonia coeruleostriata (Doleschall, 1859) — Amboina
- Telamonia comosissima (Simon, 1886) — Cộng hòa Congo
- Telamonia cristata Peckham & Peckham, 1907 — Philippines
- Telamonia dimidiata (Simon, 1899) — Ấn Độ, Bhutan, Sumatra
- Telamonia dissimilis Próchniewicz, 1990 — Bhutan
- Telamonia elegans (Thorell, 1887) — Myanmar, Vietnam, Indonesia
- Telamonia festiva Thorell, 1887 — Myanmar đến Java
  - Telamonia festiva nigrina Simon, 1903 — Việt Nam
- Telamonia formosa (Simon, 1902) — Java
- Telamonia fuscimana (Simon, 1903) — Tây Phi
- Telamonia hasselti (Thorell, 1878) — Myanmar đến Sulawesi
- Telamonia jolensis (Simon, 1902) — Philippines
- Telamonia laecta Próchniewicz, 1990 — Bhutan
- Telamonia latruncula (Thorell, 1877) — Sulawesi
- Telamonia leopoldi Roewer, 1938 — New Guinea
- Telamonia livida  (Karsch, 1880) — Philippines
- Telamonia longiuscula  (Thorell, 1899) — Cameroon
- Telamonia luteocincta (Thorell, 1891) — Malaysia
- Telamonia luxiensis Peng et al., 1998 — China
- Telamonia mandibulata Hogg, 1915 — New Guinea
- Telamonia masinloc Barrion & Litsinger, 1995 — Philippines
- Telamonia mundula (Thorell, 1877) — Sulawesi
- Telamonia mustelina Simon, 1901 — Hong Kong
- Telamonia parangfestiva Barrion & Litsinger, 1995 — Philippines
- Telamonia peckhami Thorell, 1891 — Nicobar Islands
- Telamonia prima Próchniewicz, 1990 — Bhutan
- Telamonia resplendens Peckham & Peckham, 1907 — Borneo
- Telamonia scalaris (Thorell, 1881) — Moluccas
- Telamonia setosa  (Karsch, 1880) — Philippines
- Telamonia sikkimensis (Tikader, 1967) — Ấn Độ
- Telamonia sponsa (Simon, 1902) — Sri Lanka
- Telamonia thoracica (Thorell, 1899)  — Cameroon
- Telamonia trabifera (Thorell, 1881) — New Guinea
- Telamonia trinotata Simon, 1903 — Guinea Xích Đạo
- Telamonia trochilus (Doleschall, 1859) — Java
- Telamonia vidua Hogg, 1915 — New Guinea
- Telamonia virgata Simon, 1903 — Gabon
- Telamonia vlijmi Prószynski, 1984 — Trung Hoa, bán đảo Triều Tiên, Nhật Bản

## Hình ảnh

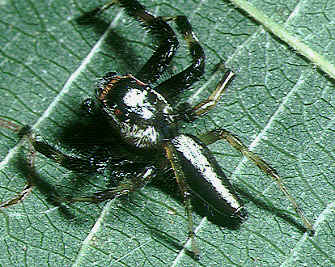
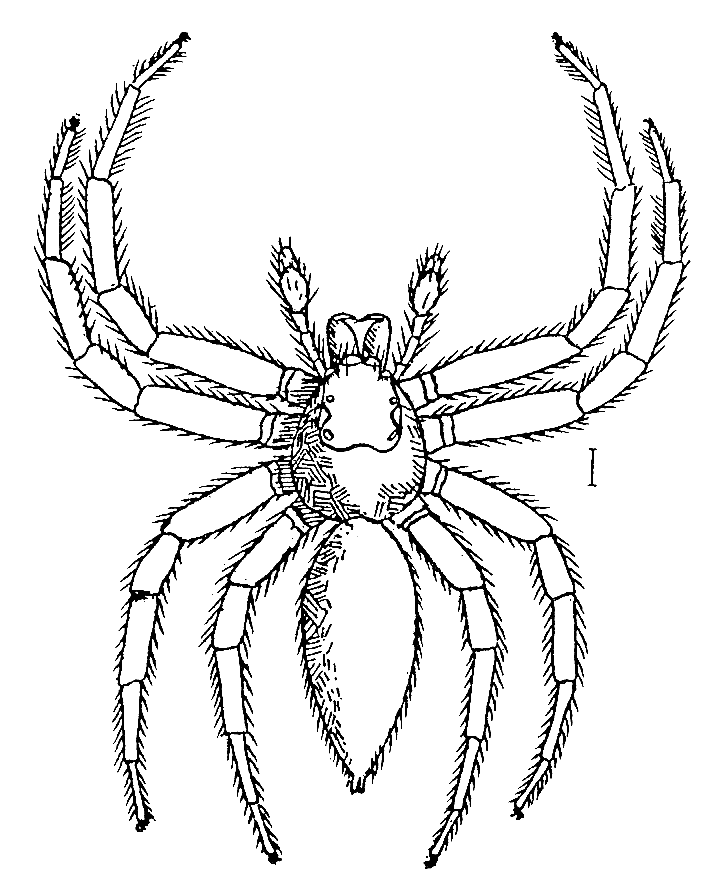
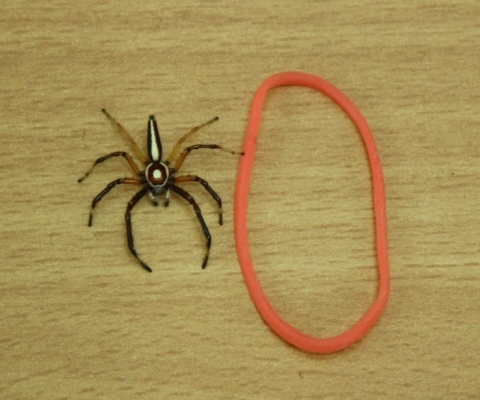